# Töregene
Töregene (mongol : ᠲᠥᠷᠭᠡᠨ᠎ᠡ, cyrillique : Дөргэнэ, MNS : Dörgene) ou Töregene Khatun (XIIe siècle — 1246) est une khatan, épouse d'Ögödei, troisième fils de Gengis Khan et de son épouse principale Börte, et deuxième khan suprême des Mongols de 1227 à sa mort en 1241. De 1241 à 1246, elle assure l'interrègne menant à l'élection du prochain khagan de l'Empire mongol.

## Biographie

### Femme d'Ögödei
Töregene naît dans une tribu Naiman. Son premier mari est membre du clan Merkit. Certaines sources affirment que son nom est Qudu (mort en 1217), fils de Toqto'a Beki. Rashid-al-Din Hamadani désigne Qudu comme chef des Merkits. Lorsque Gengis les soumet en 1204, il donne Töregene à Ögedei comme seconde épouse. Alors que la première épouse d'Ögedei, Boraqchin, n'avait pas de fils, Töregene a donné naissance à cinq fils, Güyük, Kötän, Köchü, Qarachar et Qashi (père de Kaidu).
Elle éclipse toutes les autres épouses d'Ögedei et accroît son influence parmi les fonctionnaires de la cour. Töregene finance la réimpression du canon taoïste en Chine du Nord.

### Grande Khatun
Peu de temps après la mort d'Ögedei en 1241, et avec le soutien de Djaghatai et de ses fils, Töregene assume le pouvoir complet en tant que régente au printemps 1242, sous le nom de Grande Khatun.
Durant cet interrègne, plusieurs clans tentent de faire élire leur candidat à la succession.
Rashid al-Din critique le règne de la régente, estimant qu'elle échoue à mener les négociations familiales pour la succession, ce qui aggrave les conflits internes.
Son règne est également perçu comme particulièrement chaotique. Elle implante de nouvelles politiques en matière de fiscalité agricole qui la rendent particulièrement impopulaire. Elle aggrave le climat politique interne en se mettant à dos plusieurs chefs de clans.

### Rôle dans les conquêtes mongoles
Töregene entretient des relations amicales avec les commandants d'Ögedei en Chine. Des conflits entre les Mongols et les troupes Song ont lieu dans les régions de Chengdu. Töregene envoie ses émissaires pour négocier la paix, mais les Song les emprisonnent. En conséquence, les Mongols capturent Hangzhou et envahissent le Sichuan en 1242. Elle ordonne à Zhang Rou et à Chagaan (Tsagaan) d'attaquer la dynastie Song. Lorsqu'ils pillent le territoire des Song, la cour des Song envoie une délégation pour demander un cessez-le-feu que Töregene accepte.
Sous le règne d'Ögedei, les Seldjoukides de Roum offrent leur amitié et un modeste tribut à Chormaqan. Cependant, sous Kaykhusraw II, les Mongols commencent à faire pression sur le sultan pour qu'il se rende en personne en Mongolie, donne des otages et accepte un darughachi mongol. Les raids mongols commencent en 1240. Le sultan seldjoukide Kaykhusraw rassemble une grande armée pour les affronter. Cependant, Baiju et ses auxiliaires géorgiens les écrasent à la bataille de Köse Dağ en 1243. Après cette bataille, le sultanat de Roum, l'Empire de Trébizonde et la Petite Arménie déclarent leur allégeance à l'Empire mongol dirigé par Töregene Khatun.

### Élection difficile
Le climat néfaste de l'interrègne ralentit le processus électoral du qurultay, auquel les chefs refusent d'assister. Il y a également une idée répandue que l'interrègne dure quatre ans à cause de Töregene, qui tente d'y placer Güyük.
Töregene tente d'arrêter plusieurs des principaux responsables d'Ögedei. Le secrétaire en chef de son mari, Chinqai, et l'administrateur, Mahmud Yalavach, se réfugient chez son fils Koden dans le nord de la Chine, tandis que l'administrateur du Turkestan Masud Begh se réfugie auprès de Batu Khan dans la steppe pontique. En Iran, Töregene ordonne l'arrestation de Korguz et sa remise à la veuve de Chagatai, qu'il avait défié. Le Chagatayid Khan Qara Hülëgü l'exécute. Töregene nomme Arghun Aqa des Oirat comme gouverneur en Perse.
Elle parvient à obtenir le support de Djaghataï afin d'élire son fils Güyük et, en 1246, ce dernier est élu.
Malgré son rôle dans l'élection de Güyük comme Khagan, la relation entre Töregene et son fils finit par péricliter. Le frère de Güyük, Koden, accuse Fatima, une favorite de Toregene, d'avoir recours à la sorcellerie pour nuire à sa santé. Lorsque Koden meurt quelques mois plus tard, Güyük insiste pour que sa mère livre Fatima pour qu'elle soit exécutée. Töregene menace son fils de se suicider pour le contrarier. Les hommes de Güyük capturent Fatima et l'exécutent en cousant tous ses orifices avant de la jeter dans l'eau. Les partisans de Töregene au sein de la maison impériale sont également tués. Dans les 18 mois suivant la mort de Fatima, Töregene meurt dans des circonstances encore inexpliquées.

## Hommages
- Dans Jaadugar, la légende de Fatima (天幕のジャードゥーガル (Tenmaku no Jaadugar?), un manga de Tomato Soup publié depuis 2021 et publié en France chez Glénat.